# David Call
David Michael Call (Issaquah, 14 agosto 1982) è un attore statunitense.

## Biografia
Frequenta la "NYU Tisch School of the Arts" e la "Atlantic Theater Company Acting School" e debutta nella commedia La scandalosa vita di Bettie Page. Non raggiunge il successo fino a quando partecipa al film The Architect di Matt Tauber.
Recita a fianco di William Hurt e Michelle Trachtenberg nel film Beautiful Ohio e, nel 2007, appare per la prima volta in un film per la televisione nel ruolo di James Badge Dale in Fort Pit, seguito poi da Un amore senza tempo.
Nel 2008 firma un contratto con la Fox Television e appare in tre episodi della serie televisiva Canterbury's Law nel ruolo di Martin Connor. Partecipa come guest star in diverse altre serie TV come Law & Order: Criminal Intent, Army Wives - Conflitti del cuore e Rescue Me.
Il 17 luglio del 2010 entra nel cast di Gossip Girl nel ruolo di Ben Donovan.

## Filmografia

### Cinema
- La scandalosa vita di Bettie Page (The Notorious Bettie Page), regia di Mary Harron (2005)
- The Architect, regia di Matt Tauber (2006)
- Beautiful Ohio, regia di Chad Lowe (2006)
- Un amore senza tempo (Evening), regia di Lajos Koltai (2007)
- Clown Dad, regia di Michael Lee Nirenberg - cortometraggio (2008)
- New York, I Love You, film collettivo, ruolo non accreditato (2008)
- Once More with Feeling, regia di Jeff Lipsky (2009)
- Breaking Upwards, regia di Daryl Wein (2009)
- Che fine hanno fatto i Morgan? (Did You Hear About the Morgans?), regia di Marc Lawrence (2009)
- B.U.S.T., regia di David Call (2009)
- Tiny Furniture, regia di Lena Dunham (2010)
- Two Gates of Sleep, regia di Alistair Banks Griffin (2010)
- The Strange Ones, regia di Christopher Radcliff e Lauren Wolkstein - cortometraggio (2011)
- The Best Man for the Job, regia di Joshua Zeman (2011)
- The Disarticulation of Sarah Danner, regia di Lara Sfire - cortometraggio (2011)
- Exhume, regia di Daniel Kern - cortometraggio (2011)
- Northeast, regia di Gregory Kohn (2011)
- Dead Man's Burden, regia di Jared Moshe (2012)
- Nor'easter, regia di Andrew Brotzman (2012)
- James White, regia di Josh Mond (2015)
- The Girl in the Book, regia di Marya Cohn (2015)
- Insidious - La porta rossa (Insidious: The Red Door), regia di Patrick Wilson (2023)

### Televisione
- Fort Pit, regia di Michael S. Chernuchin e Peter Tolan - film TV (2007)
- Canterbury's Law – serie TV, episodi 1x03 - 1x04 - 1x05 (2008)
- Law & Order: Criminal Intent – serie TV, episodio 7x20 (2008)
- Empire State, regia di Jeremy Podeswa - film TV (2009)
- Army Wives - Conflitti del cuore (Army Wives) – serie TV, episodi 2x19 - 3x01 (2008-2009)
- Numb3rs – serie TV, episodio 6x01 (2009)
- Mercy – serie TV, 6 episodi (2010)
- Fringe – serie TV, episodi 1x17 - 2x22 - 4x20 (2009-2010)
- Rescue Me – serie TV, 5 episodi (2009-2010)
- Gossip Girl – serie TV, 13 episodi (2007-2011)
- White Collar - serie TV, episodio 5x04 (2013)
- The Following - serie TV, 1 episodio (2014)
- The Magicians - serie TV, 4 episodi (2015-2019)
- The Good Fight - serie TV, 2 episodi (2018)
- NCIS: Hawai'i - serie TV, episodio 1x14 (2022)
- Bull – serie TV, episodio 6x18 (2022)
- Blue Bloods - serie TV, episodio 13x11 (2023)

## Doppiatori italiani
Nelle versioni in italiano delle opere in cui ha recitato, David Call è stato doppiato da:
- David Chevalier in Fringe, The Girl in the Book
- Stefano Brusa in Law & Order: Criminal Intent
- Edoardo Stoppacciaro in White Collar
- Gabriele Lopez in Quantico
- Fabrizio De Flaviis in The Good Fight
- Gabriele Tacchi in Bull
- Massimo Triggiani in NCIS: Hawai'i
- Guido Di Naccio in Blue Bloods